# Dumetia
Dumetia är ett fågelsläkte i familjen timalior inom ordningen tättingar. Släktet omfattar två arter som förekommer i Indien och Sri Lanka:
- Rostbukig timalia (Dumetia hyperythra)
- Svarthuvad timalia (Dumetia atriceps)

Svarthuvad timalia placerades tidigare i egna släktet Rhopocichla.